# Список объектов всемирного наследия ЮНЕСКО в Руанде
В спи́ске объе́ктов Всеми́рного насле́дия ЮНЕ́СКО в Руа́нде значатся 2 наименования (на 2023 год), это составляет 0,2 % от общего числа (1248 на 2025 год). 1 объект включён в список по культурному критерию, 1 объект — по природному. По состоянию на 2023 год объектов-кандидатов на территории государства нет.
Руанда приняла Конвенцию об охране всемирного культурного и природного наследия 28 декабря 2000 года. Первые объекты на территории Руанды были занесены в список в 2023 году на 45-й сессии Комитета всемирного наследия ЮНЕСКО.

## Список
Объекты расположены в порядке их добавления в список всемирного наследия. Если объекты добавлены одновременно, то есть на одной сессии Комитета всемирного наследия ЮНЕСКО, то объекты располагаются по номерам.
| № | Изображение | Название | Местоположение | Время создания | Год внесения в список | Номер объекта | Критерии и категория |
| - | ----------- | --- | --- | -------------- | --------------------- | ------------- | -------------------- |
| 1 |             | Мемориальные комплексы геноцида: Ньямата (а), Мурамби (б), Гисози (в) и Бисеро (г) (англ. Memorial sites of the Genocide: Nyamata, Murambi, Gisozi and Bisesero, фр. Sites memoriaux du genocide: Nyamata, Murambi, Gisozi et Bisesero, суахили Maeneo ya kumbukumbu ya Mauaji ya Kimbari: Nyamata, Murambi, Gisozi na Bisesero) | а) Ньямата, Восточная провинция б) Мурамби, Северная провинция в) Кигали, провинция Кигали г) Бисеро, Западная провинция | 1990-е годы    | 2023                  | 1586          | vi культурный        |
| 2 |             | Национальный парк Ньюнгве (англ. Nyungwe National Park, фр. Parc national de Nyungwe, суахили Hifadhi ya Taifa ya Nyungwe) | Западная и Южная провинции                                                                                               | 1933           | 2023                  | 1697          | x природный          |

### Географическое расположение объектов
- — культурные объекты
- — природные объекты